# 栗原まもる
栗原 まもる（くりはら まもる、1972年3月28日 - ）は、日本の漫画家。静岡県出身。高校2年生の時、『少女フレンド』（講談社）にてデビュー。
『Kiss』（講談社）2011年14号より『つぶつぶ生活』を連載開始。2013年8月号で未完のまま連載終了。同年10月、クラウドファンディングサービス「FUNDIY（ファンディー）」にて、ファンから資金を募って続巻を制作するプロジェクトが発足。
集英社のマーガレットBOOKストアにて新作エッセイが2013年12月より配信。
2015年10月、デイリーポータルZのライター・きだてたくと結婚。結婚から1年半が経過した2017年4月、結婚写真の撮影を行い、その行程をデイリーポータルZの記事として公開した。

## 作品一覧
講談社
- ときめきから始まる（デビュー作）
- おばかなジーザス
- 卒業1年生
- お向かいの天使たち
- 微笑みがお待ちかね
- こくはくの日
- 海の底のないしょ話
- 4人目のジュエル
- 葉かげでお昼寝
- キッスの片想い
- ケーキはいかが!
- キスしてごらん
- ロフトでI LOVE YOU
- Day Boyのいない日
- 制服のキス（デザート）読み切り
- 素肌の放課後（少女フレンド）全4巻
- 屋上のキス
- 透明ラヴ・マシーン
- BODY&SOUL
- …青春中!（デザート）全2巻
- 苺シロップ
- 赤い花
- アイスクリームマドンナ（デザート）読み切り
- しあわせリング
- 愛をブッ飛ばせ
- あめ玉コレクター（デザート）読み切り
- ペットボトル・ラヴ（デザート）読み切り
- バガージマヌパナス 〜わたしの島の物語〜（ザ・デザート/原作：池上永一）全1巻
- 変☆身
- 太陽の玻璃（デザート）全1巻
- ラヴLOVEウォーミングアップ
- 高尾山
- 風車祭（One more Kiss/原作：池上永一）全5巻
- ピュア ナチュラル ジャンク ラブ（Kiss 2008年6号）読み切り
- ケッコー ケンコウ家族（Kiss）全6巻
- つぶつぶ生活（Kiss）単行本5巻+同人誌2巻

集英社
- 学園恋愛者!（Cookie）全5巻
- マイ スモール バゲージ（Cookie 2008年7月号）読み切り

ハーパーコリンズ・ジャパン
- 妻という名の咎人[2]（『ハーレクイン』2020年3月増刊真実の愛号）